# Brücke über den Gutebornbach

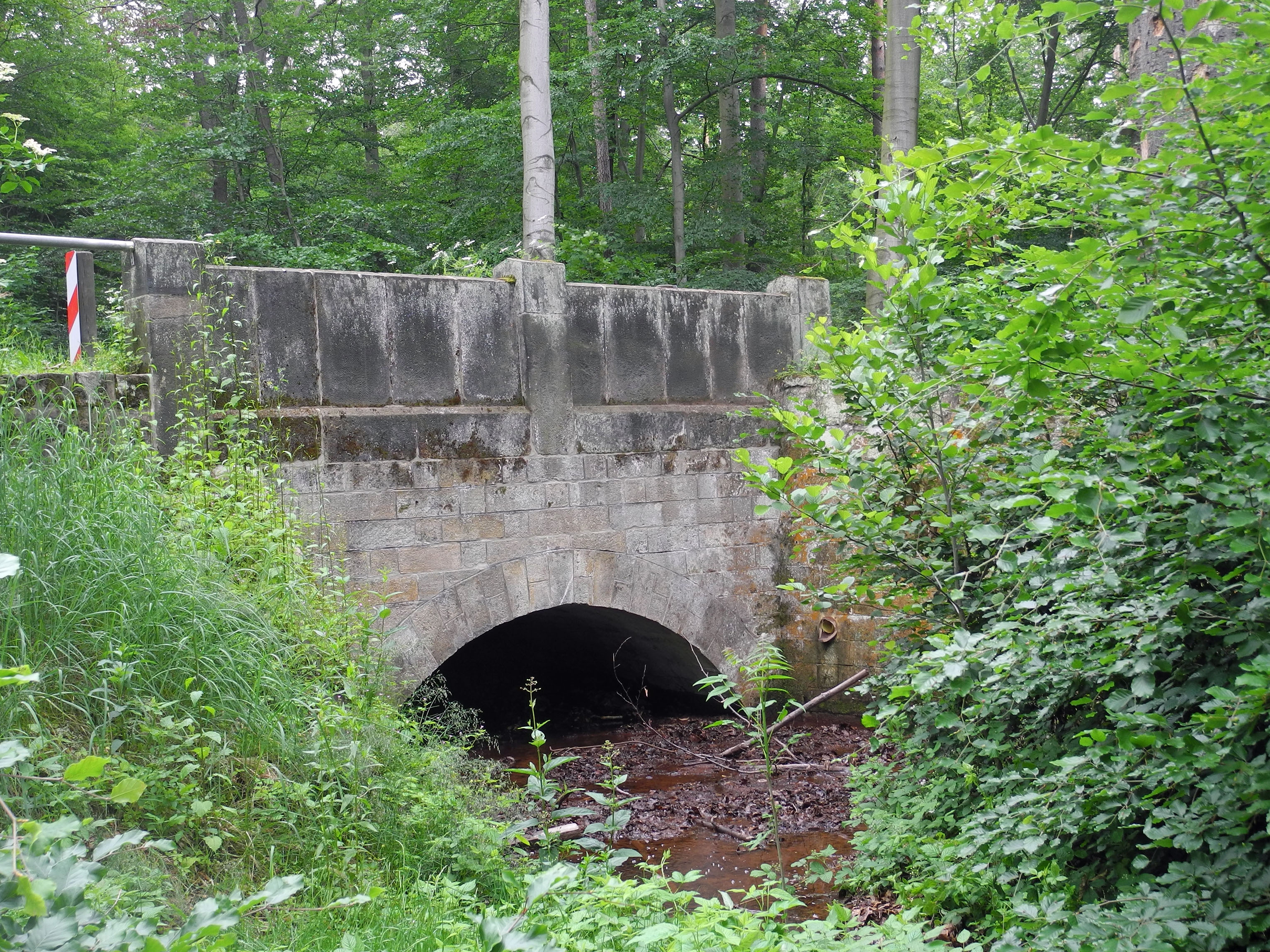
Brücke über den Gutebornbach

Die Brücke über den Gutebornbach ist eine Bogenbrücke aus Sandsteinquadern im Dresdner Albertpark. Auf ihr überquert der Pillnitz-Moritzburger Weg den aus der Dresdner Heide kommenden Gutebornbach. Der Name ist ein Behelfsname des Landesamts für Denkmalpflege; sie ist nicht die einzige Brücke über den Gutebornbach, jedoch die einzige von denen, die als Kulturdenkmal ausgewiesen ist.
Die 1876 errichtete Brücke befindet sich knapp 800 Meter nordwestlich der Mordgrundbrücke, etwa 320 Meter nördlich der Bautzner Straße und 900 Meter südsüdöstlich der oberen Fischmannsteiche an der Radeberger Straße. Rund 70 Meter östlich der Brücke befindet sich die ebenfalls denkmalgeschützte Wasserfanganlage am Gutebornbach und nordwestlich in gleicher Entfernung das König-Albert-Denkmal.
Dieses Kulturdenkmal aus Sandstein wurde 2013 instand gesetzt, um genügend Tragfähigkeit für den Langholztransport aus der südlichen Dresdner Heide zu bieten.